# Diccionario histórico de los artes de la pesca nacional
El Diccionario histórico de los artes de la pesca nacional es una obra de Antonio Sáñez Reguart, publicada por primera vez entre 1791 y 1795, en cinco tomos.

## Descripción
| «La Pesca nacional, muger robusta, animosa, de tostado rostro, de endurecidas manos y callosas: que del Océano y Mediterráneo en las saladas aguas de lava: perfumada con tea y alquitran, ó aceyte de sardina y de ballena: vestida de redes de lino, cáñamo y esparto, cuyas franjas son corchos, plomos y relingas, con guarniciones de juncos, anzuelos y cordeles: bordados sus zapatos de transparentes escamas; y su melena prendida con blancas espinas» —El autor, en la dedicatoria del primer tomo |

La primera edición de la obra, escrita por el militar de marina español Antonio Sáñez Reguart, salió de la imprenta madrileña de la viuda de Joaquín Ibarra en cinco volúmenes entre 1791 y 1795. Recorre, en orden alfabético y en cerca de tres mil páginas, diversos términos relativos a la pesca. En palabras de Félix Torres Amat, se trataba de una «obra enteramente nueva, y que en su clase no se conoce otra».

## Índice de tomos
- I (1791): albéntola-butrón[2]
- II (1791): cabestrera-dengue[4]
- III (1792): emballos-harpón[5]
- IV (1793): jábega-quadrillo[6]
- V (1795): rabera-zedazo[3]